# 2952 Лилипутија
2952 Лилипутија (енгл. 2952 Lilliputia) је астероид главног астероидног појаса чија средња удаљеност од Сунца износи 2,312 астрономских јединица (АЈ).
Апсолутна магнитуда астероида је 14,1 а геометријски албедо 0,050.